# 宝力高
宝力高（1980年12月24日—），出生于内蒙古，蒙古族。是一名散打运动员，绰号“草原骄子”。身高1.79米，体重85公斤。在“中俄争霸赛”上击败俄罗斯超级拳手须多维奇获得75KG冠军。曾在泰国击败泰拳高手西提戳-陆帕巴，被称为『泰拳杀手』。2002年—2003年获得散打王中量级冠军。也與柳海龙交手打成一勝一負。

## 影視
宝力高在2011年新水浒电视剧中扮演大刀关胜；而且柳海龙也有參與演出，扮演急先鋒索超。